# تيريز كاركس
تيريز كاركس (بالمجرية: Karacs Teréz)‏ (18 أبريل 1808 - 2 أكتوبر 1892) كاتبة هنغارية ومدرسة وكاتبة مذكرات وناشطة في مجال حقوق المرأة. كانت شخصية قيادية في بدايات الحركة النسوية في هنغاريا وكذلك حركة الإصلاح الاجتماعي العامة وكاتبة أدبية شهيرة في هنغاريا المعاصرة. كانت رائدة في مجال تعليم المرأة وكانت مؤسسة لمدرسة Zrínyi Ilona لقواعد اللغة في شمال شرق هنغاريا.

## حياتها
وُلدت كاركس في بودابست في 18 أبريل 1808. وكانت والدتها إيفا تاكاس مدافعة عن حقوق المرأة وكان والدها فيرينك كاركس نقّاشاَ ومهندساً. كان منزل العائلة البروتستانتية مكاناً للقاء المثقفين. كانت هي الثانية من بين ستة أطفال وحصلت على تعليمها الابتدائي في مدرسة في مدينة بيست من عام 1814 إلى عام 1819 ثم قامت بتعليم نفسها على الرغم من أنها اضطرت أيضاً إلى رعاية إخوتها الصغار. استوحت كاركس بشكل خاص من رحلة استمرت لمدة عشرة أشهر إلى فيينا عندما كانت مراهقة في عام 1824.
كانت الكاتبات الهنغاريات اللواتي أصررن على وضع العمالة في القرن التاسع عشر نادرات. ولكن بدءاً من عام 1822 نشرت كاركس قصائد وأحجيات وروايات وكتابات أخرى لتصبح بذلك شخصية معروفة في هنغاريا، كما كانت تساهم بانتظام في المجلات الأدبية. كانت معيلة لنفسها ما بين عامي 1838 و1844 من خلال العمل كمدبرة منزل في بيت أسرة أرستقراطية ولكنها واصلت العمل على مسيرتها الأدبية في نفس الوقت. سارت كاركس على خطى والدتها في الدعوة للإصلاح في مجال حقوق المرأة. وبصفتها ناشطة في مجال حقوق المرأة فقد ركزت على تساوي الحقوق في التعليم بين الذكور والإناث ودعت إلى أن تصبح الفتيات غير المتزوجات مهنيات يدعمن أنفسهن.
اتصلت الكونتيسا بلانكا تيليكي التي تنحدر من عائلة أرستقراطية، كانت تمتلك عقارًا في مقاطعة زاتمار بكاركس ودعتها إلى بودابست. حاولت تيليكي إقناع كاركس بأن تصبح مديرة مدرسة للفتيات من الطبقة العليا لكن كاركس لم توافق على نهج تيليكي. وعلى الرغم من اعتراضها على الفكرة إلا أن كاركس دعمت مبادرة الكونتيسا واقترحت أن تصبح امرأة أخرى وهي كلارا ليوفي مديرة للمدرسة الأرستقراطية.
أدارت كاركس بين عامي 1846 و1859 مدرستها الخاصة للفتيات في ميسكولك. كانت هناك أربع معلمات في المدرسة وكان المنهاج الذي مدته ثلاث سنوات يشمل الهنغارية والألمانية والحساب والتدبير المنزلي والخياطة. خلال هذا الوقت دعمت كاركس مجتمعها المحلي من خلال تزويد العاملين في ديوزجيور بنسخ من الصحف الثورية قبل الثورة في عام 1848. كما نشرت مجموعة من القصص الرومانسية القصيرة في عام 1853. وما بين عامي 1865-1877 عملت كمدرسة خاص في بودابست. وأدت سمعتها إلى دعوتها لتكون معلمة لحفيد الملك لويس فيليب. وقد تمت دعوة كاركس لتدير مدرسة تابعة للكنيسة الكالفينية في ميسكولك وأصبحت رئيسة مدرسة Zrínyi Ilona Grammar للبنات حتى عام 1859.
في عام 1877 انتقلت إلى كيسكونهالاس لخفض مصاريفها وعاشت مع أقاربها. وخلال الثمانينيات من القرن التاسع عشر نُشرت مذكراتها في المجلات التي نالت استحساناً كبيراً. توفيت في 2 أكتوبر 1892 في بكيس في هنغاريا.